# Pista sinusa
Pista sinusa är en ringmaskart som beskrevs av Anne D. Hutchings och Glasby 1988. Pista sinusa ingår i släktet Pista och familjen Terebellidae. Inga underarter finns listade i Catalogue of Life.